# Karl F. Wolfstetter
Karl Franz Wolfstetter (* 19. Juli 1940 in Sankt Goar am Rhein; † 28. September 1991 in Wörth am Main) war ein deutscher Botaniker.
Er war Autor der Bücher Farne mit Silhouetten bestimmen und Gefährdete und geschützte Pflanzen erkennen und benennen, zu dem er den größten Teil der Pflanzenfotos beisteuerte.
Sein Lebenswerk ist eine Sammlung von rund 40.000 Pflanzenfotos. Außerdem kartierte er wildwachsende Pflanzen in Deutschland und einigen weiteren Teilen von Europa.
Er lebte in Wörth am Main und starb am 28. September 1991 an den Folgen einer Krebserkrankung.

## Schriften
- Farne mit Silhouetten bestimmen. Selbstverlag, Wörth am Main 1986
- Farne und Blütenpflanzen in der Umgebung von Wörth. Naturwissenschaftlicher Verein, Aschaffenburg 1983
- mit Wieland Schnedler: Gefährdete und geschützte Pflanzen erkennen und benennen. Falken-Verlag, Niedernhausen/Taunus 1982

| Personendaten    | Personendaten                                |
| ---------------- | -------------------------------------------- |
| NAME             | Wolfstetter, Karl F.                         |
| ALTERNATIVNAMEN  | Wolfstetter, Karl Franz (vollständiger Name) |
| KURZBESCHREIBUNG | deutscher Botaniker                          |
| GEBURTSDATUM     | 19. Juli 1940                                |
| GEBURTSORT       | Sankt Goar am Rhein                          |
| STERBEDATUM      | 28. September 1991                           |
| STERBEORT        | Wörth am Main                                |